# Riu de les Esglésies
El riu de les Esglésies és un riu de Catalunya, afluent del riu Bòssia. Discorre pel terme de Sarroca de Bellera, al Pallars Jussà. El seu naixement, per poca distància, és, però, dins de l'antic terme de Benés, de l'Alta Ribagorça.
Es forma per la unió de dos altres rius: el de Manyanet i la Valiri, des del nord i des del nord-est, respectivament. Tots dos s'ajunten a la Mola d'Amunt, naixent així el riu de les Esglésies. És just al damunt de l'extrem nord del sector occidental del terme primigeni de Sarroca de Bellera. En el terme actual, queda just al centre.
De seguida que es forma rep per l'esquerra la Llau dels Reners, que ve de llevant, i poc després arriba al lloc de les Esglésies, que queda a ponent del riu. El barranc de Canarill arriba per la dreta, de manera que deixen el poble de les Esglésies en un coster entre els dos.
Just en aquell lloc des del sud-est s'hi aboca el barranc dels Mians, que procedeix del sud de Buira. Al cap de poc, per la dreta hi arriba el barranc del Bosc, just ran del càmping instal·lat en aquest lloc, on el riu es decanta lleugerament cap a l'oest. Aviat li arriba, per l'esquerra, el barranc dels Puancs, i al cap d'una mica més arriba als peus de Castellgermà, que queda enlairat a la dreta del riu. Just en aquest lloc li arriba de ponent el barranc de la Santa.
Decantant-se en el darrer tram molt lleugerament cap a l'est, arriba a Xerallo, i a l'extrem sud-est d'aquest poble i fàbrica de ciment arriba per la dreta el barranc d'Ardia. De seguida s'uneix amb el barranc de Perves per tal de constituir, tots dos, el riu Bòssia.

## Barranc de Mians
El barranc dels Mians és un barranc, afluent del riu de les Esglésies. Discorre íntegrament pel terme de Sarroca de Bellera, al Pallars Jussà. Més de la meitat del recorregut, la part alta, era dins de l'antic terme de Benés. El barranc es forma al vessant sud-occidental del Pui de Far, i baixa en direcció a ponent, passant al cap de poc pel sud de Buira. Quan és just a llevant d'aquest poble rep dos barrancs afluents: per la dreta, el barranc de Sobarriu, i al cap de poc, per l'esquerra, el barranc de l'Obac. A partir d'on torç lleugerament cap al nord-oest, i va en direcció a les Esglésies, poble davant del qual s'aboca en el riu de les Esglésies.